# 1,3,5-金刚烷三醇
1,3,5-金刚烷三醇是一种有机化合物，化学式为C10H16O3。它可由金刚烷和三氧化铬在乙酸水溶液中的氧化反应制得；甲基(三氟甲基)过氧化酮也可作为氧化剂，反应除了1,3,5-三醇外还会得到1,3,5,7-四醇。它和溴乙酰溴反应，可以得到金刚烷-1,3,5-三基三(溴乙酸酯)。